# Юджин Крабс
Мистер Ю́джин Га́рольд Крабс (англ. Mr. Eugene Harold Krabs) — один из главных персонажей американского мультсериала «Губка Боб Квадратные Штаны». Мистер Крабс является одержимым деньгами крабом, владеющим известным рестораном быстрого питания в Бикини Боттом — «Красти Краб». Был придуман морским биологом и художником-мультипликатором Стивеном Хилленбергом, а озвучен Клэнси Брауном (в русском дубляже — Александром Хотченковым).

## Роль в мультсериале «Губка Боб Квадратные Штаны»
Юджин Гарольд Крабс — краб, являющийся основателем и менеджером ресторана «Красти Краб», где Губка Боб работает поваром, а Сквидвард — кассиром. Успех ресторана Крабса строится на низкой конкуренции и популярности фирменного бургера — крабсбургера, формула которого является строго охраняемой коммерческой тайной. Врагом и бывшим другом мистера Крабса является Шелдон Планктон, который владеет неудачным рестораном «Помойное ведро» (англ. Chum Bucket), располагающийся через дорогу от «Красти Краба» (раньше они сотрудничали для продажи еды, но из-за этих идей они и поссорились, и теперь у Крабса популярная еда, а у Планктона отвратительная). Одним из главных сюжетных моментов является то, что Планктон пытается с помощью разных методов завладеть формулой крабсбургера, дабы вывести Крабса из бизнеса. Чтобы избежать этого, Юджин идёт на крайние меры, чтобы не дать Планктону завладеть формулой — он даже отказывается позволить ему купить крабсбургер на законных основаниях. У мистера Крабса есть дочь-кашалот Перл.
По характеру мистер Крабс жадный, эгоистичный и буквально одержимый деньгами (причина одержимости деньгами — проблема в детстве, так как жил он хуже бедных). Он готов сделать многое, чтобы их получить или не потерять их, как правило, без учёта безопасности или благополучия других существ или даже самого себя; также оценивает других персонажей мультсериала исходя из их финансовой ценности для него — исключениями являются его дочь Перл и миссис Пафф. Когда мистер Крабс влюбляется в миссис Пафф, чувство любви временно превосходит его жадность и заставляет покупать ей дорогие подарки. Несмотря на стяжательство, видно, что мистер Крабс не бессердечен. Он уважает Губку Боба и Сквидварда, так как они помогают держать его ресторан на плаву, но начинает быстро упрекать их, если они занимаются поведением, которое отталкивает клиентов. У мистера Крабса с Губкой Бобом имеются робкие отношения отца и сына — Крабс часто ругает его, если он попадает в беду, но в душе он его любит и иногда даёт ему отеческие советы. Пол Тиббит, ныне бывший шоураннер, считает, что эти отношения между Крабсом и Бобом является его любимой частью в мультсериале. Неплохо руководит как своими подчинёнными, так и командой, созданной Губкой Бобом, будучи Железным Крабом (Сэр Крабс в оригинале). Имеет привычку говорить как пират, даже с акцентами.
Мистер Крабс низкого роста, имеет очень высокие глазные стебельки, морщинистый нос, большие клешни и очень короткие заострённые ножки. Обычно он носит голубую рубашку и фиолетовые брюки с чёрным ремнём.

### Дом мистера Крабса
Дом мистера Крабса и Перл — большой якорь по адресу Анкор Вэй № 3451.
На первом этаже находится гостиная, где есть много ценных вещей, таких как картины, торговый автомат и пирамида из кукол. У входной двери стоит бочкообразный телевизор. В столовой есть стол, стулья и окно с занавеской. На вторых этажах находятся спальни: на правой стороне якоря находится спальня мистера Крабса, а на левой — спальня Перл. В спальне Крабса имеется гамак, на котором он спит, и прикроватная полка. Ванная комната соединена со спальней Юджина, которая включает в себя туалет и раковину с зеркалом. Спальня Перл расположена в левой части якоря и включает в себя кровать, плакаты на стене, прикроватный столик и зеркало. На крыше дома находится балкон. Также на правой стороне дома имеется гараж.

## Создание
Мистер Крабс — единственный персонаж в мультсериале, изначально основанный на конкретном человеке из жизни Стивена Хилленберга. Создавая мистера Крабса, Хилленберг черпал вдохновение у своего бывшего менеджера в ресторане морепродуктов. По словам Стива, его менеджер был рыжеволосым, мускулистым и бывшим армейским поваром — эти три черты были добавлены к характеру Крабса, а красный цвет заменял волосы. Манеру говорить Крабса также вдохновил владелец ресторана, акцент которого напоминал Хилленбергу пирата. Однако владелец не был жадным, и эта деталь была добавлена Стивом, чтобы «дать ему больше индивидуальности».
Когда Стивен Хилленберг создавал мистера Крабса, его и Перл фамилия была написана с буквой «C», а не «K». Таким образом, название ресторана Крабса было «Crusty Crab» (с англ. — «Хрустящий Краб»). Стивен изменил название до начала производства пилотного эпизода, решив, что варианты с «K» были более смешными и запоминающимися. Также примечательно то, что решение о том, чтобы мистер Крабс и Перл жили в доме-якоре, было принято в ходе производства первого сезона. Оригинальная карта мест мультсериала, которую Хилленберг показал руководителям Nickelodeon в рамках своей презентации в 1997 году, не включала якорный дом и вместо этого обозначала Красти Краб как резиденцию обоих персонажей.

### Озвучивание
Мистера Крабса озвучивает Клэнси Браун. Браун описывает голос, который он использует для персонажа, как «пиратский», с «небольшой дозой шотландского акцента». По словам Брауна, ему нравится играть роль Крабса, а также то, что голос Юджина был импровизирован во время прослушивания и ему не составило труда найти правильный вариант. В 2005 году в интервью журналу «Starlog» Браун описал свою работу над Губкой Бобом как «совершенно другую карьеру» по сравнению с его ролями в реальной жизни.
На русском:
- Александр Хотченков
- Виктор Незнанов (†) (1 сезон (эпизоды 1-9))[источник не указан 448 дней]
- Иван Породнов («Лагерь „Коралл“»; «Шоу Патрика Стара»)[источник не указан 448 дней]

## Появление в других СМИ
Мистер Крабс был представлен в различных товарах по мультсериалу, таких как плюшевые игрушки, видеоигры и комиксы. Платформа, смоделированная по образу «Красти Краба» вместе с искусственным мистером Крабсом, с талисманом Перл, который приветствовал гостей, регулярно появлялась на параде «SpongeBob ParadePants» в австралийском океанариуме «Sea World».